# 快速多穩態液晶顯示器
快速多穩態液晶顯示器（Fast Multi-Stable Liquid Crtstal Display，缩写：FMSLCD），此項技術問世以來至今尚未被普遍的推廣，在於像素單調不若TFT LCD般有豐富的像素。應用技術還止於電子書和電子相框的應用，但市場面消費者接受度不高，是項產品在夜間使用必須保持開機的情況之下，或是在有光源照明的地方使用。若像素無法再提高的情形之下，僅能做為研究教學的用途無法在商業中量化生產。